# 静岡鉄道掛川営業所
静岡鉄道掛川営業所（しずおかてつどうかけがわえいぎょうしょ）は、かつて静岡県掛川市に存在した静岡鉄道自動車部の事業所である。1990年（平成2年）に静岡鉄道の管轄していた掛川市内の路線の一部を掛川バスサービスに移管し、残る路線を静岡鉄道袋井営業所と浜岡営業所に移管。さらに2002年（平成14年）に観光部門を静鉄グループの貸切バス事業会社である静鉄ジョイステップバス掛川営業所に移管し廃止となった。

## 所在地
静岡県掛川市葛川字山崎452-1
1944年（昭和19年）1月に掛川駅北口駅前に静岡鉄道掛川自動車営業所を開設したが、1973年（昭和48年）から開始された掛川駅前土地区画整理事業によって掛川市葛川に車庫を移転。現在、掛川駅前の営業所跡地には、コンビニエンスストアや予備校などが入居するビルが並んでいる。掛川営業所廃止後は静鉄グループの掛川バスサービス本社営業所、静鉄ジョイステップバス掛川営業所が共用している。

## 概説
- 掛川地区の路線を買収した静岡電気鉄道と藤相鉄道の乗合自動車事業を母体として、それらの戦時統合によって誕生した静岡鉄道の掛川自動車営業所として開設された。戦後は掛川営業区として事業を再開し、1950年代後半に機構改正により再び掛川営業所となった。
- 掛川地区には大井川鉄道や遠州鉄道の路線も乗り入れており、1960年代には相互乗り入れの路線も開設された。
- 1970年代以降は、マイカー普及による利用者減少と主要幹線道路の交通量の増大により中距離路線の効率的な運用が困難となったため、路線の整理縮小や廃止が行われた。
- 1980年代後半には大井川鉄道の掛川地区の不採算路線の受け皿として静岡鉄道の100％出資により掛川バスサービスが設立され、1990年までに大井川鉄道と静岡鉄道の北部山間路線を同社に移管し、掛川営業所が管轄していた残る路線を袋井営業所と浜岡営業所に移管した。これに伴い掛川営業所は掛川バスサービスの本社営業所と静岡鉄道の掛川観光営業所となり、袋井営業所に移管された車両が施設の一部を車庫として共用した。
- 1990年代後半には袋井営業所が廃止され、森町営業所を静岡鉄道の100％出資による秋葉バスサービスに分社し、残る路線を浜岡営業所に移管した。掛川営業所の施設の一部を車庫として共用していた袋井営業所の車両は浜岡営業所に転属となった。
- 2000年代前半には静岡鉄道の路線バス事業の分社化（しずてつジャストライン設立）を前に、静岡鉄道の掛川観光営業所を各地営業所の貸切車両の一部と共に静鉄ジョイステップバスに譲渡し、静鉄ジョイステップバス掛川営業所が開設された。

## 沿革
- 1924年（大正13年）
  - 7月10日 - 周智郡森町の秋葉自動車運輸商会が天宮 - 掛川間の営業運行を開始し、掛川駅前に出張所を開設。
  - 10月15日 - 秋葉自動車運輸商会が掛川から当時の中遠鉄道の終点であった大坂まで路線を拡大した。[3]
- 1926年（大正15年）3月1日 - 掛井自動車商会が袋井 - 掛川間に路線を開業した。[4]
- 1927年（昭和2年）12月10日 - 堀之内軌道運輸が掛川 - 堀之内間に路線を開業した。
- 1935年（昭和10年）
  - 1月1日 - 静岡電気鉄道が秋葉自動車運輸商会の競合路線の営業権を買収した。[5]
  - 7月 - 堀之内軌道運輸が軌道営業を廃止し、乗合自動車事業を藤相鉄道に譲渡した。[6][7]
- 1937年（昭和12年）4月30日 - 静岡電気鉄道が掛井自動車商会を買収し、袋井 - 掛川間の営業免許を承継した。[8]
- 1941年（昭和16年）10月 - 戦時統制により乗合自動車のガソリン使用が禁止され、所属車両が全て代燃車に転換された。[9]
- 1943年（昭和18年）5月15日 - 戦時統合によって静岡電気鉄道、藤相鉄道、静岡乗合自動車、中遠鉄道、静岡交通自動車の5社合併により静岡鉄道が設立された。[10]
- 1944年（昭和19年）1月21日 - 掛川駅北口に静岡鉄道掛川自動車営業所が開設されたが[1]、鉄道輸送の優先と資源物資の不足、空襲などにより乗合自動車事業は徐々に中断されていった。
- 1948年（昭和23年）- 静岡鉄道が増資を行い市外の路線の復興のために組織を整備し、西部地域には袋井営業所、森町営業区、掛川営業区、堀之内営業区を開設した。[11]
- 1951年（昭和26年）
  - 8月18日 - 国道1号新道の開通祝賀式が掛川町の大日本報徳社で開催された。[12]
  - 10月1日 - 袋井 - 静岡間の長距離直通運行（国道本線）を開始した。[13]
- 1954年（昭和29年）- 町村合併により菊川町が誕生し、堀之内営業区が菊川営業区となった。[14][注 1]
- 1958年（昭和33年）6月1日 - 機構改正により掛川営業区が掛川営業所となった。[15]
- 1963年（昭和38年）
  - 8月1日 - 大井川鉄道が掛川市城西に掛川自動車営業所を移転し、静岡鉄道と大井川鉄道との相互乗り入れで「急行静岡掛川線」を開設した。[16]
  - 10月1日 - 大井川鉄道、遠州鉄道との3社相互乗入れで「急行静岡浜松線」が開設された。[17]
- 1964年（昭和39年）5月11日 - 遠州鉄道と相互乗り入れで「掛川浜松線（準急）」を開設した。[3]
- 1973年（昭和48年）- 掛川駅前土地区画整理事業が開始され、それまでの掛川駅前（掛川市栄町南西郷214-4）[18]から静岡県掛川市葛川字山崎452-1に用地を取得し、営業所移転を開始した。
- 1975年（昭和50年）3月13日 - 掛川営業所が竣工した。[19]
- 1987年（昭和62年）11月16日 - 静岡鉄道の100％出資によって掛川バスサービス株式会社が設立された。
- 1988年（昭和63年）3月 - 掛川バスサービスが大井川鉄道の「東山線」の全区間と「粟本線」の一部区間を譲受し、掛川市による貸切代替バスとして4月1日より運行を開始した。[20]
- 1990年（平成2年）6月 - 静岡鉄道掛川営業所の管轄していた「桜木線」「倉真線」「居尻線」を貸切代替バスとして掛川バスサービスに移管した。残る管轄路線は袋井営業所と浜岡営業所に移管された。[20]
- 1996年（平成8年）4月1日 - 秋葉バスサービス株式会社の設立と袋井営業所廃止に伴い、静岡鉄道の掛川への配置車両が浜岡営業所に移管された。[21]
- 2002年（平成14年）1月 - 静鉄ジョイステップバス掛川営業所が開設された。

## 所管していた路線
掛川営業所の路線バス管轄廃止の際に、掛川バスサービス、袋井営業所、浜岡営業所へ移管された路線は次の通り。

### 西部国道線
- 概説
  - 1970年代に「西部国道本線」（袋井 - 金谷間）が交通量の増大から定時性確保が困難になったことから、都市間輸送から袋井、掛川、菊川へのフィーダー輸送へと転換し、袋井 - 掛川間、掛川 - 金谷間に分離して開設された。袋井 - 掛川間を袋井営業所と共管し、掛川 - 金谷間を菊川営業所と共管した。
  - 1970年代前半には菊川 - 金谷間が廃止されたが、袋井 - 菊川間は沿線への工場進出やヤマハの運営するリゾート施設つま恋の開業等により、それらを経由する系統を開設しながら1980年代までは路線を維持してきた。しかし、利用者減少に歯止めはかからず1990年代前半までに全区間が廃止された。

### 森・掛川線
- 運行系統および主要停留所
  - 遠州森町 - 河原町 - 森川橋 - 戸綿 - 板ヶ谷 - 幡鎌 - 加茂花菖蒲園 - 本郷 - 細谷 - いこいの広場入口 - 昭和パックス - 富部 - 桜木団地入口 - 桜木入口 - 鳥居町 - 二瀬川 - 十王 - 仲町 - 掛川駅前
- 概説
  - 1920年代（大正期）に秋葉自動車運輸商会が天宮 - 掛川間に開設した路線が源流であり、1930年代に静岡電気鉄道が路線を買収し、静岡鉄道に承継された。
  - 森町から国鉄二俣線（のちの天竜浜名湖線）と併行し、現在の県道40号に沿って掛川に至る路線であり、袋井営業所と掛川営業所の共管であった。
  - 1970年代後半には加茂花菖蒲園への季節運行が開始されたが、利用者減少に歯止めはかからず1990年代前半に消滅している。
  - 袋井営業所と掛川営業所の共管路線であったが、1990年（平成2年）に袋井営業所に移管された。

### 桜木線
- 概説
  - 1950年代末期に、掛川駅と桜木、上垂木地区を結ぶ路線として開設された。
  - 1990年に掛川バスサービスに移管された後も、沿線の宅地開発や、ねむの木学園の移転、ねむの木村の開設により、現在も掛川市自主運行バスとして系統が維持されている。
- 沿革
  - 1959年（昭和34年）-「森・掛川線」の桜木入口から分岐して坂下までの路線が開設された。なお、掛川市街地の運行経路は二瀬川東 - 掛川駅間が城西、緑町経由であった。同年の時刻表では次の経路を1日6往復運行されていた。[22]
    - 掛川駅前 - 連雀 - 緑町 - 掛川西高前 - 城西 - 保健所入口 - 二瀬川東 - 鳥居町 - 桜木入口 - 農協前 - 農協支所前 - 坂下

  - 1972年（昭和47年）11月現在の路線図では、掛川市内の区画整理事業により二瀬川東 - 緑町の経路が変更され、北門経由となっている。[23]
  - 1975年（昭和50年）の時刻表では1日11往復が運行されていた。[24]
    - 掛川駅前 - 鳥居町 - 田中 - 馬場 - 坂下

  - 1984年（昭和59年）の路線図では次の経路を運行していた。[25]
    - 掛川駅前 - 仲町 - 北門 - 城西 - 二瀬川東 - 鳥居町 - 桜木入口 - 桜木農協前 - 田中 - 馬場 - 東側公会堂前 - 坂下

  - 1990年（平成2年）6月 - 掛川バスサービスに移管された。

### 居尻線
- 概説
  - 1920年代に開設された掛川駅から現在の県道39号を北上し、丹間（原泉地区）を結ぶ路線を源流とし、戦後は「原泉循環線」として復興し、1950年代後半に同線から分離され居尻まで延伸して「居尻線」となった。
  - 1990年に掛川バスサービスに移管され、現在も掛川市自主運行バスとして系統が維持されている。
- 沿革
  - 1924年（大正13年）11月1日 - 掛川市長谷でそれまで乗合馬車を運行していた個人によって南西郷（掛川駅）と 原泉村丹間を結ぶ乗合自動車の営業が開始された。なお、上西郷から分岐して倉真への支線も同日開設されている。[26]
  - 1930年（昭和5年）1月現在の名古屋鉄道局調査では掛川自動車株式会社として運行していた。[27]
    - 掛川駅 - 西郷村 - 中ノ谷

  - 1958年（昭和33年）の時刻表では次の経路を運行していた。また、掛川駅前 - 石畑間は「倉真線」が併行していた。[28]
    - 居尻線：掛川駅前 - 石畑 - 丹間 - 居尻
    - 倉真線：掛川駅前 - 石畑 - 倉真

  - 1959年（昭和34年）の時刻表では「居尻線」には次の系統が存在した。[22]
    - 掛川駅前 - 連雀 - 仲町 - 北門 - 石畑 - 丹間 - 居尻
    - 掛川駅前 - 連雀 - 仲町 - 北門 - 石畑 - 丹間
    - 丹間 - 居尻

  - 1960年代 時期不詳 - 居尻から泉まで延伸した。
  - 1972年（昭和47年）11月現在の路線図では次の経路を運行していた。[23]
    - 掛川駅前 - 連雀 - 仲町 - 北門 - 石畑 - 丹間 - 原の谷ダム入口 - 居尻 - 泉

  - 1975年（昭和50年）の時刻表では掛川 - 和泉間が1日6往復、丹間までの区間便が1往復、居尻までが1.5往復の運行であった。[29]
  - 1990年（平成2年）6月 - 掛川バスサービスに移管された。

### 倉真線
- 概説
  - 大正時代に掛川駅 - 丹間（原泉）間に開設された路線の途中、上西郷（石畑）から分岐して倉真（くらみ）地区を結ぶ路線を源流としており、戦後「倉真線」として再開された。
  - 1990年に掛川バスサービスに移管され、現在も掛川市自主運行バスとして路線が維持されている。
- 沿革
  - 1924年（大正13年）11月1日 - それまで乗合馬車を営業していた個人によって南西郷（掛川駅）と 原泉村丹間を結ぶ乗合自動車の営業が開始され、あわせて上西郷から倉真村戸澤までの支線が開設された。[26]
  - 1930年（昭和5年）1月現在の名古屋鉄道局調査では掛川自動車株式会社として運行していた。[27]
    - 掛川駅 - 石畑 - 大宮

  - 1953年（昭和28年）静岡鉄道の時刻表では「倉真線」として1日4往復が運行されていた。[30]
    - 掛川 - 石畑 - 倉真

  - 1954年（昭和29年）2月11日 - 運輸審議会に倉真温泉までの延伸（倉真村戸倉 - 真砂間）が申請された。[31]
  - 1959年（昭和34年）の時刻表では倉真温泉まで1日8往復が運行されていた。[22]
    - 掛川駅前 - 連雀 - 仲町 - 北門 - 石畑 - 倉真小学校前 - 倉真温泉

  - 1975年（昭和50年）の時刻表では平日12.5往復（内、谷川発掛川行1本）日祝日12往復が運行されていた。[32]
  - 1990年（平成2年）6月 - 掛川バスサービスに移管された。

### 大坂線
- 概説
  - 大正時代に秋葉自動車運輸商会が開設した路線を源流とし、静岡電気鉄道を経て静岡鉄道に承継された。
  - 掛川営業所の管轄路線であったが、1980年代後半の掛川バスサービス設立後に袋井営業所と浜岡営業所の共管路線となり、さらに1990年代には、袋井営業所の廃止に伴い浜岡営業所単独の管轄路線となった。
  - 2011年（平成23年）に路線名が変更され、現在は「掛川大東浜岡線」として運行されている。

### 掛川市立病院線
- 系統および主要停留所
  - 掛川駅前 - 東名掛川平安閣前 - 掛川市立病院
- 概説
  - 掛川市立病院が掛川市宮脇から掛川インターチェンジ側に移転した際に開設された。
  - 1990年代末期に「大坂線」の市立病院経由に統合され消滅した。
- 沿革
  - 1984年（昭和59年）- 掛川市立病院の開院に伴って「大坂線」の支線として誕生した。
  - 1985年（昭和60年）の時刻表では、7時から18時代の間、ほぼ毎時20分間隔の頻度で運行していた。[33]
  - 1993年（平成5年）の時刻表では「大坂線・掛川市立病院線」として統一の時刻表となり、実質的に「大坂線」の病院止まり系統という扱いであった。[34]
  - 1998年（平成10年）- 静岡鉄道から事業者単独では維持できない路線として掛川市に廃止意向が伝達された。
  - 1999年（平成11年）4月1日 - 掛川市による欠損補助により「大坂線」の市立病院経由として系統が維持された。
  - 2003年（平成15年） - 掛川バスサービスが運行を受託する掛川市自主運行バスが、掛川市立病院を経由する「掛川市街地循環線南まわり」を開設したため、「大坂線」の市立病院経由は廃止された。

### 葛川南線
- 概説
  - 1970年代に掛川営業所が掛川駅前から掛川市葛川に移転した際に入出庫を兼ねて開設された路線である。
  - 1990年代に一旦廃止となるが、2010年（平成22年）に掛川バスサービスが受託する掛川市自主運行バス「満水線」の一部区間として復活した。なお、掛川営業所停留所は葛川南となった。
- 沿革
  - 1975年（昭和50年）11月現在の時刻表では、掛川駅前行が1日11本、掛川営業所行が14本運行されていた。
    - 掛川駅前 - 神代地 - 新町踏切 - 掛川営業所

  - 1990年（平成2年）- 袋井営業所に移管された。[35]
  - 1992年（平成4年）4月1日 - 同日現在の時刻表では1日往復のみの運行となっている。[36]
  - 1993年（平成5年）4月 - 同月現在の路線図からは消滅している。[37]
  - 2010年（平成22年）11月1日 - 「葛川南線」から延伸し、つま恋北ゲートを経由し22世紀の丘公園に至る掛川市自主運行バス「満水線」が開設され、掛川駅と営業所間の系統が復活した。
    - 掛川駅前 - 塩町 - 新町南 - 葛川南（旧掛川営業所） - 金城 - 山口橋 - 西満水 - 沢渡橋 - 原下 - 東満水 - つま恋北ゲート - 一色 - 環境資源ギャラリー - 22世紀の丘公園

## 休廃止路線

### 国道本線
- 概説
  - 1930年代に静岡電気鉄道が袋井 - 興津間の直通運行を構想し、静岡鉄道が戦後に開設した路線である。
  - 袋井 - 静岡間を袋井営業所、掛川営業区、菊川営業区、藤枝営業所が管轄した。
  - 1950年代末期には袋井 - 金谷間、金谷 - 静岡間、静岡 - 興津間に区間分離された。

### 西部国道本線
- 概説
  - 1950年代末期に「国道本線」が東部、中部、西部に分離され、「西部国道本線」の袋井 - 金谷間を袋井営業所、掛川営業所、菊川営業所が共管した。
  - 1950年代から「国道本線」と併行して浜松 - 静岡間の急行路線が計画されたが、途中区間の大井川鉄道との競願問題のため利益配分について交渉は難航し、ようやく1960年代に大井川鉄道との2社相互乗り入れで「急行静岡掛川線」、 遠州鉄道、大井川鉄道との3社相互乗り入れで「急行静岡浜松線」が開設された。また、翌年には遠州鉄道との2社相互乗り入れで「掛川浜松線（準急）」が掛川営業所の管轄で開設されている。なお「急行静岡掛川線」は掛川営業所、「急行静岡浜松線」は開設当初は国吉田営業所の管轄で、「急行静岡浜松線」は「東名静岡浜松線」の開設以降に掛川営業所に移管された。
  - 1970年代の時刻表および路線図では「西部国道線」となり、さらに掛川で系統が分離された。

### 法多線
- 運行系統および主要停留所
  - 法多 - 愛野 - 梅橋 - 和光橋 - 鳥居町 - 掛川駅前
  - 梅橋 - 和光橋 - 鳥居町 - 掛川駅前
- 概説
  - 「国道本線」「西部国道線」の和光橋から分岐し、遠州三山のひとつである法多山尊永寺と掛川駅を結ぶ路線であった。
  - 1970年代以降は年々マイカーによる法多山への参詣が増加し、渋滞により効率的な運用が困難になったことから、愛野、梅橋へと路線を縮小し1970年代後半に「梅橋線」となった。以降は法多山尊永寺への路線は遠州鉄道が袋井駅から法多山を結ぶ「法多線」のみとなったが2019年（平成31年）3月を以って廃止されている。
- 沿革
  - 1954年（昭和29年）時期不詳 掛川駅 - 法多間に路線が開設された。
    - 法多 - 愛野 - 梅橋 - 和光橋 - 西掛川駅前 - 掛川駅

  - 1959年（昭和34年）の時刻表では次の経路を平日6往復、日曜祭日春、秋（3月1日から5月31日及び9月1日～11月30日）の平日季節運行で1日9往復が運行されていた。[22]
    - 法多 - 愛野 - 梅橋 - 和光橋 - 西掛川駅前 - 鳥居町 - 二瀬川東 - 十王 - 仲町 - 掛川駅前

  - 1961年（昭和36年）の時刻表では平日1日6往復に加え、日曜祭日と春、秋（3月1日から5月31日及び9月1日～10月31日）の平日季節運行で1日9往復が運行されていた。
  - 1972年（昭和47年）の路線図では都市計画道路（駅前通り線、現 市道掛川梅橋線）の開通によって十王 - 掛川駅間の経路が変更されている。[23]
    - 法多 - 愛野 - 梅橋 - 和光橋 - 西掛川駅前 - 鳥居町 - 二瀬川東 - 十王 - 中電前 - 掛川駅前

  - 1973年（昭和48年）の時刻表では愛野までの区間便が増加しており、法多 - 掛川駅間が平日2往復、愛野 -掛川駅間が平日5.5往復で内15時代の1往復が、 日曜祭日および季節運行で法多 - 掛川駅間の運行となっていた。
    - 法多 - 愛野 - 梅橋 - 和光橋 - 鳥居町 - 掛川駅前
    - 愛野 - 梅橋 - 和光橋 - 鳥居町 - 掛川駅前

  - 1975年（昭和50年）の時刻表では愛野系統はさらに梅橋まで区間が短縮されており、法多 - 掛川駅間は平日2往復、梅橋 -掛川駅間が平日6往復の運行で内15時代の1往復が、 日曜祭日および季節運行で法多 - 掛川駅間の運行となっていた。[38]
  - 1977年（昭和52年）2月現在の路線図では法多山までの系統が廃止され「梅橋線」となっている。[39]

### 梅橋線
- 運行系統および主要停留所
  - 梅橋 - 山水電気前 - 和光橋 - 西掛川駅前 - 鳥居町 - 二瀬川東 - 十王 - 中電前 - 掛川駅前
- 概説
  - 1970年代後半に「法多線」の区間縮小によって開設された路線であり、「西部国道線」十王経由の和光橋から分岐し、現在の愛野駅東側の梅橋地区を結ぶ路線であった。
  - 1980年代後半 - 1990年頃 利用者減少により廃止された。（廃止時期不詳）

### 掛川嬬恋線
- 概説
  - 1970年代にヤマハレクリエーションつま恋（現 つま恋リゾート 彩の郷）の開業により「西部国道線」の支線として開設されたが、1980年代には利用者減少が進む「西部国道線」に統合され、同線のつま恋経由となった。
  - 1990年代には「西部国道線」掛川 - 菊川間の廃止に伴い同施設への定期便の運行は無くなったが、以降もイベントや夏季のプール施設（つま恋ウォーターパーク）の営業期間などにシャトル便の運行が行われることがあった。
  - 2006年春にはつま恋への直行便として「つま恋温泉線」（土日祝日および夏季平日のみ運行）が開設された。
  - 現在は掛川バスサービスの受託する掛川市自主運行バス「満水線」が、かつての「葛川南線」の経路を経由してつま恋北ゲート停留所に乗り入れている。
- 沿革
  - 1974年（昭和49年）
    - 5月 ヤマハレクリエーションつま恋の開業により、つま恋停留所が開設され、「西部国道線」の支線として掛川営業所の管轄で「掛川妻恋線」が開設された。

  - 1975年（昭和50年）の時刻表では「西部国道線」と「掛川妻恋線」がひとつにまとめられており、掛川 - 菊川間は平日1日16往復、「掛川妻恋線」が平日1日9往復運行されていた。
    - 西部国道線：掛川駅 - 葛川 - 成滝 - 満水 - 西方 - 菊川駅
    - 掛川妻恋線：掛川駅 - 葛川 - 成滝 - 妻恋

  - 1985年（昭和60年）4月の時刻表では、「西部国道線」掛川 - 菊川間の9時代から16時代の上下線をつま恋経由とすることで同線に統合されている。
    - 掛川駅前 - 仁藤 - 喜町 - 新町 - 葛川 - 宮脇入口 - 成滝 - 西山口幼稚園前 - 西満水 - 満水 -（ つま恋 ）- 田ヶ谷 - 西方 - 堀の内小学校前 - 宇東 - 西通り - 菊川駅前

  - 1992年（平成4年）- 「西部国道線」掛川 - 菊川間の廃止に伴い同系統も廃止された。
  - 2010年（平成22年）11月 - 掛川バスサービスが受託する掛川市自主運行バス「満水線」が運行を開始した。
    - 掛川駅前 - 塩町 - 新町南 - 葛川南（旧掛川営業所） - 金城 - 山口橋 - 西満水 - 沢渡橋 - 原下 - 東満水 - つま恋北ゲート - 一色 - 環境資源ギャラリー - 22世紀の丘公園

### 急行静岡掛川線
- 概説
  - 1963年（昭和38年）8月1日 - 大井川鉄道との相互乗り入れで島田営業所の管轄する「急行静岡金谷線」と共に開設された。[40]大井川鉄道が路線を持つ新国道（現 県道381号）日坂を経由し、大井川橋から静岡までの新国道は「急行静岡金谷線」と同じルートを運行したが、静岡 - 掛川間の所要時間短縮のため金谷駅や新金谷駅は経由せず、停車停留所はさらに少なかった。同年9月15日現在の停車停留所は次の通り。[41]
    - 静岡駅前 - 二軒家 - 岡部役場前 - 法の橋 - 大手駅前 - 青木 -  六合公民館前 - 御仮屋 - 中溝町 - 新金谷入口 - 菊川橋 - 新道日坂 - 山鼻 - 掛川北門 - 掛川駅前

  - 1972年（昭和47年）11月現在の路線図では「急行静岡掛川線」は廃止され、「急行静岡金谷線」と「急行静岡浜松線」のみの運行となっている。[23]

### 急行静岡浜松線
- 概説
  - 1950年代から「国道本線」と併行して浜松 - 静岡間の急行路線が計画されたが、途中区間の大井川鉄道との競願問題のため利益配分について交渉は難航し、1960年代に入りようやく遠州鉄道、大井川鉄道との3社相互乗り入れで開設された。[42]なお、開業当初は国吉田営業所が所管していた。
  - 静岡 - 浜松間の都市間輸送を目的としていたため冷暖房付の3社共通カラーの専用車両によって運行され、「中部国道本線」や「西部国道本線」のような途中区間の国鉄駅への停車はしなかった。
  - 1960年代末期に東名高速道路が開通し、遠州鉄道との相互乗り入れで「東名静岡浜松線（特急）」が開設されたことを受け、都市間輸送の主役を同線に譲り、減便と共に掛川営業所に移管され、1970年代中盤までに廃止となった。
- 沿革
  - 1963年（昭和38年）10月1日 - 大井川鉄道、遠州鉄道との相互乗入れで「急行静岡浜松線」が開設された。1日26往復（静岡鉄道12往復、大井川鉄道2往復、遠州鉄道12往復）、日中は30分ヘッドを基本とするダイヤで、浜松 - 新静岡間の所要時間は125分であった。停車停留所は次のとおり。なお、開設当初の静岡鉄道の担当営業所は国吉田営業所であった。
    - 浜松（遠鉄浜松）- 田町 - 浜松駅 - 中ノ町 -  磐田賀茂川 - 袋井駅入口 - 原川 - 掛川北門 - 新道日坂 - 新金谷入口 - 島田市役所入口 - 青木（藤枝駅入口）- 大手駅前 - 岡部役場前 - 新丸子 - 静岡駅 - 新静岡

  - 1969年（昭和44年）3月15日 - 東名高速道路の開通に伴い「東名静岡浜松線（特急）」が開設されたことを受け、大幅に減便された。
  - 1970年（昭和45年）12月現在の時刻表では各社2往復ずつの1日6往復となっている。
  - 1972年（昭和47年）11月現在の路線図では次の停留所を停車していた。[23]
    - 浜松（遠鉄浜松） - 名店ビル前 - 浜松駅前 - 中の町 - 磐田賀茂川 - 袋井駅入口 - 原川 - 掛川北門 - 新道日坂 - 新金谷入口 - 島田市役所入口 - 青木 - 藤枝営業所前 - 岡部役場前 - 新丸子 - 静岡駅前 - 新静岡

  - 1973年（昭和48年）11月現在の時刻表では、さらに各社1往復ずつの1日3往復まで減便されており、静鉄便は掛川営業所に移管され、朝晩は掛川北門を入出庫とするようになっている。
  - 1974年（昭和49年）12月26日 - 遠州鉄道が掛川 - 新静岡間から撤退し廃止された。[43]

### 掛川浜松線（準急）
- 停車停留所
  - 浜松 - 田町 - 浜松駅 - 相生 - 天神町東 - 植松 - 小宮 - 篠ヶ瀬 - 中ノ町 - 長森 - 井通農協前 - 磐田駅 - 市役所前 - 磐田賀茂川 - 新通町 - 清水町 - 見付 - 西島 - 川井上 - 袋井駅入口 - 菅ヶ谷入口 - 不入斗入口 - 原川 - 沢田 - 鳥居町 - 保健所入口 - 掛川北門 - 仲町 - 掛川駅前
- 概説
  - 1960年代前半に静岡鉄道、大井川鉄道、遠州鉄道の相互乗入れで「急行静岡浜松線」が開設された翌年に、静岡鉄道と遠州鉄道との相互乗り入れで開設された路線であった。
  - 袋井 - 原川間の国道1号新道（現 袋井バイパス）沿線には、日本楽器製造掛川工場(日楽 現 ヤマハ掛川工場)やダイワハウス工業袋井工場などが立地し、それらの通勤を担っていたが、新国道の交通量の増大によって定時性確保は困難となり、遠州鉄道、静岡鉄道それぞれの区間の路線に整理され1970年代初頭には廃止となった。なお、袋井 - 原川間の新国道経由はのちに「西部国道線」の日楽系統となった。
- 沿革
  - 1964年（昭和39年）5月11日 - 遠鉄浜松駅 - 掛川駅間に遠州鉄道と相互乗り入れで準急路線を開設した。[3]
  - 1971年（昭和46年）3月16日 - 定時性確保が困難となり廃止された。[44]

### 原泉循環線
- 運行系統および主要停留所
  - 掛川 - 石畑 - 丹間 - 本郷 - 掛川
- 概説
  - 戦後、車両数が少ないなか掛川市北部（上西郷（石畑）、原泉（丹間）、原田、本郷、細谷）を網羅する形で循環路線が開設された。
  - 車両の増強が進んだ1950年代後半に「居尻線」と「原野谷線」に分離され、循環路線としては消滅した。
- 沿革
  - 1950年（昭和25年）の時刻表では丹間経由と原谷経由がそれぞれ1日3本ずつ運行されていた。
  - 1953年（昭和28年）の時刻表では石畑・丹間廻りと本郷・原田廻りがそれぞれ1日4本ずつ運行されていた。 [30]
  - 1956年（昭和31年）の袋井地区バス時刻表では、石畑・丹間廻りが1日5本、本郷・原田廻りが4本運行されていた。[14]
  - 1958年（昭和33年）の時刻表では「居尻線」と「原野谷線」に分離され消滅している。[28]
    - 居尻線   ：掛川 - 石畑 - 丹間 - 居尻
    - 原野谷線：丹間 - 本郷 - 掛川

### 原野谷線、原之谷線、原の谷線
- 概説
  - 1950年代末期に「原泉循環線」から分離して開設された路線であり、板ヶ谷から掛川駅までの区間は国鉄二俣線（現 天竜浜名湖線）と「森・掛川線」が併行していた。
  - 1990年に丹間 - 板ヶ谷間が廃止となり、板ヶ谷 - 掛川駅間が「森・掛川線」に整理され、掛川バスサービスに移管される事なく廃止された。
- 沿革
  - 1958年（昭和33年）の時刻表では「原野谷線」として記載されている。[28]
    - 丹間 - 本郷 - 掛川駅前

  - 1959年（昭和34年）の時刻表では「原野谷線」と記載されているが、路線図は「原之谷線」となっている。1日5往復が運行されていた。[22]
    - 丹間 - 板ヶ谷 - 本郷 - 富部 - 鳥居町 - 二瀬川東 - 十王 - 仲町 - 連雀 - 掛川駅前

  - 1972年（昭和47年）11月現在の路線図では「原の谷線」として次の経路で運行されていた。[23]
    - 丹間 - 板ヶ谷 - 本郷 - 富部 - 鳥居町 - 二瀬川東 - 十王 - 中電前 - 掛川駅前

  - 1975年（昭和50年）の時刻表では1日7往復運行されており、うち朝のみ1往復が「居尻線」に乗り入れ居尻まで運行されていた。[45]
    - （居尻 - ）丹間 - 平島 - 寺島 - 板ヶ谷 - 本郷 - 細谷 - 富部 - 鳥居町 - 掛川駅前

  - 1984年（昭和59年）の路線図でも系統は維持されている。[25]
  - 1980年代後半 - 1990年代初頭 時期不詳 - 丹間 - 板ヶ谷間が廃止となり、板ヶ谷 - 掛川駅間は「森・掛川線」に整理され、路線は消滅した。

### 掛川市内線、掛川市内循環線
- 概説
  - 1950年代後半に掛川駅前中心部と主要施設を巡回する路線として開設された。
  - 1980年代後半に掛川バスサービスに移管されることなく廃止された。なお、2000年代に入ると掛川市自主運行バスとして掛川市内の循環路線が復活し、掛川駅南口の整備により宅地化が進行した駅南部にも路線が開設され、静鉄グループの分離子会社である掛川バスサービスが「市街地循環線 南回り」を受託している。
- 沿革
  - 1956年（昭和31年）市内循環線の認可を申請した。[46]
  - 1958年（昭和33年）の時刻表では「掛川市内線」として掲載されている。[28]
  - 1959年（昭和34年）の時刻表では葛川廻り、十王廻り共に1日7本の運行であった。[22]
    - 掛川駅前 - 連雀 - 仁藤 - 葛川 - 市立病院前 - 東中学校前 - 北門 - 城西 - 保健所入口 - 二瀬川東 - 十王 - 仲町 - 掛川駅前

  - 1972年（昭和47年）の路線図では路線名が「掛川市内循環線」となっている。[23]
  - 1975年（昭和50年）の時刻表では葛川廻りが1日13本、十王廻りが11本運行されていた。[47]
    - 掛川駅前 - 市立病院前 - 北門 - 二瀬川東 - 十王 - 掛川駅前

  - 1977年（昭和52年）2月現在の路線図では次の経路を運行しており、掛川駅前土地区画整理事業と都市計画道路の整備により十王 - 掛川駅間が仲町経由から中電前を経由する運行経路に変更されている。[39]
    - 掛川駅前 -（→ 神代地 → ・ ← 連雀 ← ）- 仁藤 - 葛川 - 市立病院前 - 東中学校入口 - 北門 - 城西 - 保健所入口 - 二瀬川東 - 十王 - 中電前 - 掛川駅前

  - 1984年（昭和59年）の路線図では掛川市立病院の移転により、市立病院前停留所が宮脇停留所となっている。[25]
    - 掛川駅前 - 宮脇 - 北門 - 二瀬川東 - 十王 - 掛川駅前

  - 1980年代後半頃 - 掛川バスサービスに承継されることなく廃止された。
  - 2003年（平成15年）5月20日 - 掛川市自主運行バス「市街地循環線」が開設された。

### 掛川平田線
- 概説
  - 「掛川・相良線」「掛川・御前崎線」の区間整理によって誕生した路線である。
  - 1980年代には緑ヶ岡団地への停車や 「中遠工高線」を吸収し掛川工業高校経由とするなど路線維持が図られた。
  - 東海道新幹線掛川駅が開業した1980年代後半に再度「掛川御前崎線」として御前崎サンホテルまで延伸したが、1990年代に利用客減少により廃止された。
- 沿革
  - 1975年（昭和50年）の時刻表では、掛川駅 - 平田間が1日8.5往復、掛川駅 - 浜岡町間は朝の掛川駅前行き1便のみとなっていた。また、神代地経由は朝晩の平田発掛川駅行のみで運行されていた。[48]
    - 掛川駅前 - 連雀 - 上張 - 大谷 - 応声院前 - 平田
    - 掛川駅前 ← 連雀 ← 上張 ← 大谷 ← 応声院前 ← 平田 ← 南山 ← 浜岡町
    - 掛川駅前 ← 神代地 ←  上張 ←  大谷 ←  応声院前 ← 平田

  - 1977年（昭和52年）2月現在の路線図では次の経路で運行されていた。[39]
    - 掛川駅前 -（神代地）- 上張 - 大谷 - 応声院前 - 平田 - 南山 - 浜岡町

  - 1984年（昭和59年）の路線図では「中遠工高線」を吸収し、上張 - 桶田間の経路が変更されている。[25]
    - 掛川駅前 -（神代地）- 上張 - 緑ヶ岡団地 - 掛川工業高校入口 - つま恋南口 - 五百済 - 桶田 - 応声院前 - 平田 - 南山 - 浜岡町
    - 掛川駅前 -（神代地）- 掛川工業高校 - 掛川工業高校入口 - つま恋南口 - 五百済 - 桶田 - 応声院前 - 平田 - 南山 - 浜岡町

  - 1985年（昭和60年）の時刻表では掛川工業高校経由が朝2本、夕1本設定されていた。
  - 1988年（昭和63年）3月13日 - 東海道新幹線掛川駅の開業にあわせ開設された「掛川御前崎線」に再び統合され、路線名としては消滅した。

### 中遠工高線
- 運行系統および主要停留所
  - 掛川駅前 - 神代地 - 上張 - 中遠工高前
- 概説
  - 1964年（昭和39年）9月1日に掛川市葵町に新築移転した中遠工業高校の通学路線として開設された。
  - 1978年（昭和53年）4月 掛川工業高等学校に名称が変更された。
  - 1984年（昭和59年）4月現在の路線図では、経路変更された「掛川平田線」の掛川工業高校系統として整理され、廃止されている。[25]